# Maggie Pierce
Margaret "Maggie" Pierce, M.D., F.A.C.S é uma personagem fictícia do drama médico televisivo americano Grey's Anatomy, exibido na American Broadcasting Company (ABC) nos Estados Unidos. O personagem foi criado pela produtora da série Shonda Rhimes e é interpretado pela atriz Kelly McCreary a partir do penúltimo episódio da décima temporada. É revelado no final da décima temporada que os pais biológicos de Maggie são Richard Webber (James Pickens Jr.) e Ellis Grey (Kate Burton), fazendo a meia-irmã materna de Meredith. McCreary foi promovida ao elenco principal da série no décimo primeiro episódio da décima primeira temporada. 
Pierce foi descrita como "alegre" e "tagarela", além de focar principalmente em sua carreira acadêmica, e não na vida social. Ela se formou na faculdade de medicina aos 19 anos e se tornou a chefe de seu departamento desde a tenra idade de 27 anos. McCreary reprisou seu papel no spin-off da série, Station 19.

## História
Maggie é introduzida pela primeira vez no penúltimo episódio da décima temporada. Cristina Yang entrevista vários candidatos diferentes para substituí-la como chefe de seu departamento de cirurgia cardiotorácica. É revelado no episódio final da temporada 10, "Fear (of the Unknown)", que a mãe biológica de Maggie era Ellis Grey. Richard Webber fica chocado com isso, sabendo que ele é o pai biológico dela. Ao longo da décima primeira temporada, Webber luta para lidar com a revelação e mantem distância de Maggie. Maggie explica que, dois anos antes, ela procurou sua mãe biológica e precisou ir ao tribunal para obter os registros. Ela descobriu que ela já estava morta, mas, ao receber o nome e pesquisar, descobriu que Ellis era uma cirurgiã incrível que trabalhava no Seattle Grace Hospital. Ela afirmou que não foi por isso que ela aceitou o emprego, mas é "um pouco" do porquê dela ter feito a entrevista. 
Quando Maggie identifica Meredith Grey, sua meia-irmã, ela tenta se relacionar com ela. No entanto, Meredith tenta assumir o comando e entra em conflito com ela em um caso. Após várias discussões, Maggie diz a Meredith que ela é sua meia-irmã. Meredith, incrédula, ressalta que ela saberia que sua mãe estivesse grávida quando ela estava com cinco anos de idade, pois Maggie é cinco anos mais nova que ela. Meredith trabalha com Alex Karev para decidir se Maggie está mentindo ou se ela está errada. Eles descobrem que ela está correta. Meredith recebe flashes de volta ao momento da crise de sua mãe aos cinco anos de idade e lembra-se de estar em um hospital e ouvir um bebê gritando. Depois de várias semanas, Webber admite para Maggie que ele é o pai dela. Maggie está com raiva dele. Mais tarde, quando ele pede desculpas por não estar lá como pai, Maggie o corrige e diz que não é o pai dela, pois ela tem pais adotivos que ama e que só está brava por causa de sua desonestidade e fazê-la parecer tola e ingênua por semanas. Derek e Meredith decidem convidar Maggie para jantar em casa, para conhecê-la melhor. Depois que Maggie diz que sim, Derek decide que é uma boa ideia perguntar a Richard também. Richard concorda com relutância. Na noite do jantar, Maggie e Richard aparecem, mas ninguém conversa. Maggie o deixa depois disso. Maggie desenvolve um relacionamento com o radiologista Ethan Boyd. Ela admite seu constrangimento nos relacionamentos, tendo terminado seu noivado anterior com Dean, com quem ela não conseguia dormir na mesma cama. Meredith acaba tendo problemas com ninguém para cuidar de seus filhos, então Maggie se oferece para cuidar deles. Richard e Maggie acabam se dando bem, e Maggie está ajudando os filhos de Meredith, que a ajudam a se integrar mais à casa de sua família. 
Após a morte de Derek, Meredith abandona Seattle por um ano, deixando uma nota para Maggie. Maggie fica chocada com isso e admite que se sentiu abandonada por Meredith exatamente quando elas estavam começando a se tornar uma família. Ela convida Webber para uma festa de Natal, notando sua solidão. Meredith finalmente volta para casa, abraçando Maggie e se reintegrando à sua antiga casa de família.  
Maggie recebe um telefonema dizendo que seus pais estão se divorciando. Sua mãe confessa que ela está tendo um caso com o técnico de automóveis há onze anos e eles só ficaram juntos por causa dela, mas estão se divorciando agora que ela está sozinha. Maggie está emocionada com isso, mas ela não quer incomodar seus colegas sobre isso. Mais tarde, ela confidencia a Meredith a questão, mas acha que é bobagem em comparação com a morte do marido. Meredith, no entanto, diz que pode lhe contar qualquer coisa e que deve procurá-la sempre que estiver tendo um problema. Depois que Meredith compra sua casa de volta de Alex, ela convida Maggie e Amelia Shepherd para morarem com ela. Elas ajudam Meredith a cuidar de seus filhos. Maggie também frequentemente faz mediação entre Meredith e Amelia, que frequentemente brigam por pequenas coisas. Ela costuma ajudar com os três filhos de Meredith, com cada "irmã" encarregada de preparar um filho para o dia. 
Na décima segunda temporada, Maggie desenvolve um relacionamento com o interno Andrew DeLuca. Maggie e DeLuca mantêm seu relacionamento privado para evitar dificuldades no trabalho. DeLuca fica frustrado com o segredo deles, então Maggie decide abruptamente ir a público. Quando isso acontece, DeLuca fica desconfortável com a maneira como ele é visto pelos outros, porque ele está namorando com uma superior e não quer que os outros pensem que ele está recebendo tratamento especial. Ele também se sente intimidado pela autoridade dela e, finalmente, termina as coisas com ela. Maggie tenta seguir em frente e desenvolve um interesse em Nathan Riggs. No entanto, ela não sabe que Meredith tem um relacionamento sexual com ele. Ela confia em Meredith sobre seus sentimentos no casamento de Amelia com Owen Hunt. 
Na décima terceira temporada, Maggie se chateia quando descobre que Meredith estava mentindo para ela sobre as ações de Alex atacando DeLuca. Ela diz a ela para nunca mais mentir para ela novamente, mas Meredith continua a esconder seu relacionamento com Riggs. Riggs diz a Meredith que ela precisa contar a Maggie e Maggie tem coragem de convidar Riggs para sair, mas Meredith disse a ele para dizer não. A mãe de Maggie, Diane, também chega ao hospital e é tratada por Jackson Avery pelo que acaba sendo um câncer. Antes de Diane sucumbir à sua doença, ela incentiva Maggie a viver uma vida mais plena fora de sua carreira. Jackson está lá para Maggie enquanto ela sofre, e os dois se aproximam. Até a ex-esposa de Jackson, April Kepner, ressalta o vínculo que Jackson e Maggie e seus sentimentos um pelo outro. Na décima quarta temporada, Maggie e Jackson inicialmente tentam enterrar seus sentimentos, mas Jackson decide persegui-la. Eles finalmente começam um relacionamento romântico e vão juntos ao casamento de Alex e Jo Wilson.

## Desenvolvimento

### Castinge criação
Quando fiz o teste, tudo o que me disseram foi que o personagem pode se repetir um pouco na 11ª temporada; eles não me disseram que era a irmã de Meredith e que havia potencial de longo prazo. Eu não tinha ideia do escopo disso em termos de como [ela] se encaixava na mitologia da série. Sua personagem está ligada a muitas coisas que já ocorreram na vida dessas pessoas.

Benjamin Lindsay, Backstage 2015
Em 5 de abril de 2014, a TVLine informou que Kelly McCreary, mais conhecida por seu papel regular na série de curta duração do drama médico da The CW, Emily Owens, M.D. e recentes participações especiais em Scandal, havia sido escalada para um papel de estrela convidada. McCeary estava programada para estrear no episódio de 8 de maio de 2015. Em 23 de outubro de 2014, foi anunciado que McCreary havia sido promovida ao elenco principal após ser creditada como convidada até o décimo primeiro episódio. Alguns meses depois de McCreary encerrar sua carreira em Scandal, ela foi convidada para uma audição para Grey's. McCeary revelou que ela originalmente fez o teste para o personagem de "Claudette". A única informação que McCeary tinha sobre o personagem era "que ela foi adotada, que ela retornaria e que seria uma história muito importante". Pouco antes da leitura do roteiro para o final da temporada 10, Rhimes convocou McCeary para informá-la da verdadeira identidade de Maggie. "Fiquei realmente empolgada", revelou McCeary quando Rhimes a informou da linhagem de Maggie. "Eu me senti muito honrado por ter aceitado o desafio".
A existência potencial do personagem foi mencionada pela primeira vez na imprensa em fevereiro de 2009, quando Michael Ausiello sugeriu a possibilidade de Meredith ter um meio-irmão, o produto do caso de sua mãe com Richard. As especulações iniciais apontaram Jackson Avery, de Jesse Williams, quando criança, mas o ator refutou esses rumores. Shonda Rhimes revelou que o personagem sempre fez parte dos planos originais da história, mas a existência do personagem não foi gravada em pedra até a quarta temporada.

### Caracterização
Kelly McCeary expressou sua empolgação com o quão especial Maggie é em uma entrevista feita pela BuddyTV. "Eu sinto que é uma rara oportunidade ser capaz de interpretar alguém que é tão complexo e plenamente realizado, inteligente, feroz, compassivo, desajeitado e tudo mais". Maggie é muito boa em seu trabalho para encontrar um lugar profissional, mas em sua vida pessoal, ela "recebe mais do que esperava", disse McCreary. "Acho que ela é uma médica muito boa", disse McCeary sobre Maggie. "Ela é obviamente super brilhante. Ela é muito jovem para ser tão alta em seu campo quanto ela é." McCeary descreveu Maggie como uma "realmente ótima solucionadora de problemas". Maggie é "muito compassiva" e, ao mesmo tempo, pode "manter a cabeça limpa e fazer a coisa certa, medicamente, o tempo todo". McCeary descreveu Maggie como "tão dinâmica". Kelly McCeary gosta de interpretar "o lado neurótico, existencial e colapso de Maggie". "Maggie também não vai desistir de uma luta; ela é muito decisiva."

### Introdução
Kate Aurthur observou que, até a introdução de Maggie, Grey's não era "conhecida por contar histórias que plantou temporadas antes - nunca foi preenchida com mitologia sinuosa". Rhimes insistiu que o momento não era adequado para a introdução de Maggie nas temporadas anteriores. Na terceira temporada, a série introduziu a meia-irmã paterna de Meredith, Lexie Grey (Chyler Leigh) e foi nessa época que Maggie se tornou um sério tópico de discussão. Embora Lexie tenha sido morta no final da temporada 8, "Flight", Rhimes sentiu que ainda era muito cedo para a chegada de Maggie. A escritora chegou a pensar que o programa poderia terminar sem que o personagem fosse apresentado. "Então chegamos a esse momento e eu lembro de entrar na sala dos roteiristas e dizer 'Vocês, está na hora.'"
Quando Maggie revela repentinamente que é filha de Ellis, Richard, os espectadores ficam imaginando sua história. O segundo episódio da temporada coloca Maggie na frente e no centro. O episódio apropriadamente intitulado "Puzzle With a Piece Missing", enfoca a luta de Maggie para se encaixar ao longo de sua vida, mesmo com seus próprios pais adotivos, dos quais ela é muito diferente. Embora ela seja muito próxima de seus pais, e eles se dão muito bem, ela cresceu "ainda sentindo que algo está faltando". Kelly McCreary disse: "Isso é o que realmente me atrai em Maggie: aquele tipo de ponto fraco dessa pessoa que parece realmente ter tudo sob controle". Maggie se esforça para construir relacionamentos com seus colegas. Ela, sem saber, compartilha informações confidenciais sobre Alex Karev (Justin Chambers) e também insulta a diretoria do hospital quando tenta ajudar Miranda Bailey (Chandra Wilson). Embora ela tenha as "melhores intenções", as coisas saem pela culatra. Maggie também atua como "mentora" de Jo Wilson (Camilla Luddington). Como Maggie descobre que ela tem várias coisas em comum com Richard, o palco está preparado para Maggie descobrir que Richard é seu pai.   
"Acho que as pessoas se identificarão com o constrangimento de ser o novo garoto na escola", disse McCeary sobre o tom cômico do episódio. Apesar de tantas interações diferentes, o episódio destaca "a solidão de Maggie". O episódio centrado em Maggie também contou com Kelly McCreary assumindo o cobiçado papel de narrador do episódio, que geralmente era reservado para Meredith, de Ellen Pompeo, e às vezes outros membros veteranos do elenco. "Foi esmagador e muito surpreendente", disse McCeary sobre ser o centro das atenções desde o início de seu mandato em Grey's. Ela continuou: "Eu me senti aterrorizada e também muito agradecida por eles confiarem em mim na instituição sobre Grey's Anatomy por um episódio inteiro". McCeary adorou finalmente saber sobre a história do personagem. "[Foi] um grande presente ter 65 páginas em material me dizendo exatamente quem ela é. Foi ótimo!"

## Recepção
Os críticos responderam positivamente ao desenvolvimento de Pierce em seu episódio central "Puzzle With a Piece Missing". Fempop fez uma crítica bastante positiva, escrevendo: "Puzzle With a Piece Missing é um olhar divertido e perspicaz, tanto para o mais recente intruso quanto para os personagens estabelecidos de Grey's". elogiando a nova adição: "Felizmente, ela (Pierce) é sua própria pessoa, confiante e feliz em trazer o trovão e colocar todos, de internos ao chefe de cirurgia, em seus lugares".
O Entertainment Weekly elogiou o episódio afirmando: "Chegando à segunda semana sem Cristina Yang, Grey's foi inteligente ao concentrar toda a atenção na recém-chegada. Com a maioria dos outros personagens principais fazendo apenas aparições ocasionais, tornou mais difícil sentir a ausência de Yang. E ao mostrar o lado de Maggie na história, isso a tornou mais compreensível. Foi uma vitória para todos", acrescentando o personagem de McCreary, "este episódio é sobre como Maggie é sua própria pessoa, muito simpática."
Em sua personagem, a TV Fanatic escreveu: No geral, conhecemos Maggie um pouco melhor e é bom ver que ela fez alguns amigos. Foi um episódio justo que mostrou que Maggie é basicamente um trabalho em andamento. Talvez ela cresça sobre nós eventualmente."
Na décima terceira temporada, a escritora do Vulture, Maggie Fremont, falou positivamente sobre o personagem: "Nunca é fácil para uma série de longa data introduzir um novo personagem, especialmente quando esse personagem deve se encaixar imediatamente no resto do grupo. Mas quando Maggie Pierce chegou na décima temporada, foi exatamente isso que Grey's Anatomy fez. Poderia ter sido fácil detestá-la - ela apareceu para assumir o cardio quando Cristina Yang estava saindo, pelo amor de Deus! Ela era mais uma das irmãs há muito perdidas de Meredith. As cartas foram realmente empilhadas contra Maggie Pierce. No entanto, graças aos escritores e ao excelente desempenho de Kelly McCreary, Maggie foi imediatamente cativante. Ela é estranha, neurótica e alegre. Ela não é como Cristina, mas preenche um vazio que Meredith precisa preencher para funcionar. Você pode realmente imaginar Grey sem Maggie Pierce?"